# Enrique Morán
Enrique Morán Blanco (Pola de Lena, 15 ottobre 1953) è un ex calciatore spagnolo, di ruolo attaccante.
Ha militato in numerose squadre del campionato spagnolo, tra cui Sporting Gijón, Betis, Barcellona e Atlético Madrid, collezionando oltre 200 presenze in La Liga. Vanta inoltre 5 presenze con la nazionale spagnola tra il 1979 e il 1981.

## Carriera
Morán ha iniziato la propria carriera professionistica nel 1971 con l’Ensidesa, prima di approdare due anni dopo allo Sporting Gijón, dove rimase per sei stagioni segnando 22 reti in 77 presenze.
Nel 1979 si trasferì al Betis, dove visse una delle sue stagioni migliori a livello realizzativo, con 30 gol in 63 partite. Le sue prestazioni lo portarono nel 1981 al Barcellona, dove vinse diversi trofei nazionali e internazionali, tra cui la Coppa delle Coppe.
Dopo tre stagioni in blaugrana, passò all’Atlético Madrid nel 1984, contribuendo alla conquista della Coppa del Re nella stagione 1984-1985. Concluse la carriera nel Talavera nel 1986.

## Carriera internazionale
Ha vestito la maglia della Spagna in cinque occasioni tra il 1979 e il 1981, senza però realizzare reti.

## Palmarès

### Club

#### Competizioni nazionali
- Segunda División spagnola: 1

Sporting Gijón: 1976–1977
- Coppa di Spagna: 2

Barcellona: 1982–1983
Atlético Madrid: 1984–1985
- Supercoppa di Spagna: 1

Barcellona: 1983
- Coppa della Liga: 1

Barcellona: 1983

#### Competizioni internazionali
- Coppa delle Coppe: 1

Barcellona: 1981–1982